# Ado Jorio
Ado Jório de Vasconcelos, assinatura científica Ado Jório, é um cientista e físico brasileiro. É professor titular no Departamento de Física da Universidade Federal de Minas Gerais, trabalha com pesquisa e desenvolvimento de instrumentação científica em óptica para o estudo de nanoestruturas com aplicações em novos materiais e biomedicina. É autor dos livros "Group Theory: Application to the Physics of Condensed Matter" (Springer, 2008) e "Raman Spectroscopy in Graphene Related Systems" (WileyVCH 2011), e Editor dos livros "Carbon Nanotubes: Advanced Topics in the Synthesis, Structure, Properties and Applications" (Springer, 2008) e "Bioengineering Applications of Carbon Nanostructures" (Springer, 2016). Recebeu os prêmios Somiya Award da International Union of Materials Reserach Societies (2009), Scopus Brasil da Elsevier&CAPES (2009), ICTP Prize do International Centre for Theoretical Physics (2012), Georg Forster Research Award da Humboldt Foundation (2015), Medalha da Inconfidência do governo do Estado de Minas Gerais (2016) e Prêmio Bom Exemplo da Rede Globo de Televisão, na categoria Ciência (2018). É membro da Sociedade Brasileira de Física, da Academia Brasileira de Ciências, e recebeu o "membership award to the American Chemical Society" (2015). Em 2016 foi incluído na lista dos "Highly Cited Researchers" da Thomson Reuters.

## Biografia
Ado Jório é filho de Ciro Valadares de Vasconcelos Júnior e Helena Jório de Vasconcelos.
Obteve sua educação primária no Colégio Albert Einstein e secundária no Colégio Santo Inácio de Loyola, em Belo Horizonte, MG. Graduou-se em Física pela Universidade Federal de Minas Gerais (UFMG) em 1995. Obteve grau de Doutor em Ciências pela mesma Instituição em 1999, tendo realizado estágio de 1 ano no Institute Laue-Langevin, na França. Trabalhou como pós-doutor com a Institute Professor Mildred S. Dresselhaus, no Massachusetts Institute of Technology (MIT), Cambridge, onde fez as primeiras medidas do espectro Raman de uma única molécula de nanotubo de carbono. Ocupou os cargos de Coordenador de Estudos Estratégicos e Informação no Inmetro (2008-2009), de Diretor da Coordenadoria de Transferência e Inovação Tecnológica da UFMG (2010-2012), Professor Visitante no ETH de Zurique (2013), chefe do Departamento de Física (2015-2016) e Pró-Reitor de Pesquisa (2016-2018) da UFMG.

## Produção Científica
Ver https://scholar.google.com/citations?user=3QtEtlYAAAAJ&hl=pt